# Инго Хофман
Инго Хофман (на португалски: Ingo Hoffmann) е бивш бразилски пилот от Формула 1. Роден на 28 февруари 1953 година в Сао Пауло, Бразилия.

## Формула 1
Инго Хофман прави своя дебют във Формула 1 в Голямата награда на Бразилия през 1976 година. В световния шампионат записва 6 участия като не успява да спечели точки, състезава се за отбора на Фитипалди.